# 扎巴爾
扎巴爾是馬耳他的市镇，位於馬耳他島東南部。市镇面積为5.3平方公里，2021年人口数量为15,648人。
1975年10月14日，英國皇家空軍一架戰略轟炸機在該鎮上空爆炸，造成5名機員和1名平民死亡。